# Liste der Specialized Municipalities in Alberta

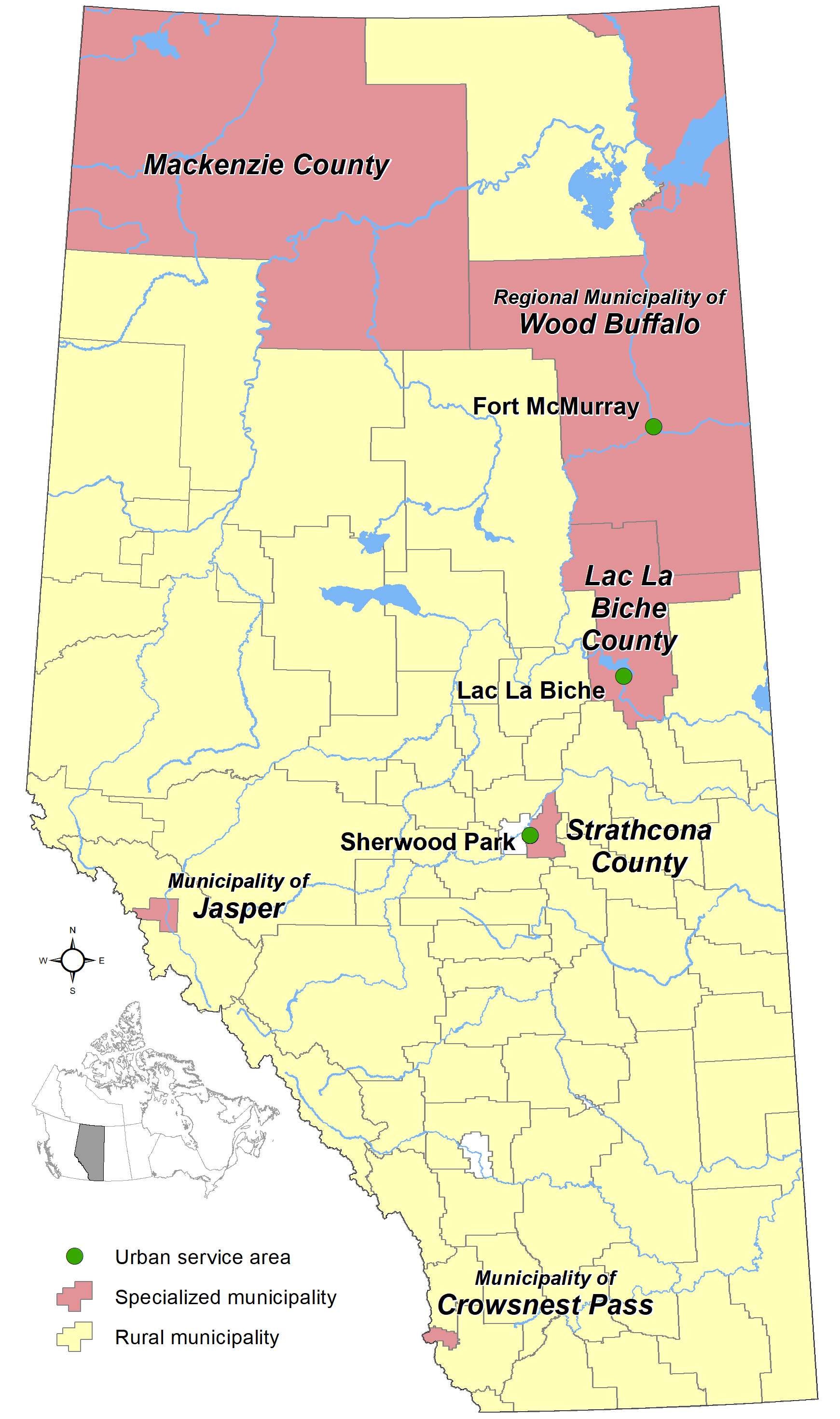
Karte der Specialized Municipalities in Albertas

Die kanadische Provinz Alberta gliedert sich in verschiedene Arten von Verwaltungseinheiten. Neben den städtischen und den ländlichen Verwaltungseinheiten gibt es die sogenannten Specialized Municipality. Eine Specialized Municipality ist eine besondere Kommunalverwaltung, die in der Regel die Koexistenz von städtischen und ländlichen Gebieten innerhalb der Zuständigkeit einer einzigen Verwaltungseinheit ermöglicht. Diese Verwaltungseinheiten existieren neben den (geographischen) Regionen und werden zu statistischen Zwecken zu Census Divisions zusammengefasst. Bei einer Specialized Municipality handelt es sich nicht um eine Special Area, welche einen anderen kommunalen Status hat.
Wie auch die städtischen und ländlichen Verwaltungseinheiten werden nach dem Municipal Government Act, RSA 2000, c M-26 geschaffen und verwaltet. Specialized Municipalities können u. a. geschaffen werden, wenn der zuständige Minister davon überzeugt ist, dass den Bedürfnissen der Einwohner in dem betroffenen Gebiet mit einem der anderen Status nach MGA nicht entsprochen werden kann. Sie werden dann auf Vorschlag und Empfehlung des zuständigen Ministers, durch den Vizegouverneur von Alberta gebildet.
In Alberta gibt es zurzeit (Stand Dezember 2023) sechs Specialized Municipalities.
Daneben existieren in Alberta auch noch:
- Municipal Districts (zurzeit 63),
- Special Areas (zurzeit 3) sowie
- Improvement Districts (zurzeit 8), welche hauptsächlich die Gebiete der Nationalparke umfassen.

| Name                                      | Municipal Code | Verwaltungssitz | Census Div. | Fläche (km²) | Ew. (2016) | Ew. (2021) | Bev.-Dichte (E/km²) |
| ----------------------------------------- | -------------- | --------------- | ----------- | ------------ | ---------- | ---------- | ------------------- |
| Crowsnest Pass (Municipality of …)        | 0361           | Crowsnest Pass  | 15          | 370,15       | 5.589      | 5.695      | 15,4                |
| Jasper (Municipality of …)                | 0418           | Jasper          | 15          | 921,90       | 4.590      | 4.738      | 5,1                 |
| Lac La Biche County                       | 4353           | Lac La Biche    | 12          | 12.528,25    | 8.330      | 7.673      | 0,6                 |
| Mackenzie County                          | 0505           | Fort Vermilion  | 17          | 79.629,26    | 11.171     | 12.804     | 0,2                 |
| Strathcona County                         | 0302           | Sherwood Park   | 11          | 1.170,65     | 98.044     | 99.225     | 84,9                |
| Wood Buffalo (Regional Municipality of …) | 0508           | Fort McMurray   | 16          | 60.843,88    | 71.589     | 72.326     | 1,2                 |